# Nyssodrysina grisella
Nyssodrysina grisella là một loài bọ cánh cứng trong họ Cerambycidae.